# Condado de Polk (Florida)
El condado de Polk está ubicado en la parte central del estado estadounidense de Florida. La población del condado era 725 046, según el censo de 2020. La sede del condado está en Bartow. La ciudad más grande es Lakeland.
La economía del condado se basa en la agricultura (limón), la ganadería y las industrias del fosfato y los fertilizantes.

## Historia
El condado de Polk fue creado en 1861 a partir de la parte este del condado de Hillsborough. Su nombre es el de James K. Polk, undécimo presidente de los Estados Unidos entre 1845 y 1849.

## Demografía
| Race                                      | Pop 2010 | Pop 2020 | % 2010 | % 2020 |
| ----------------------------------------- | -------- | -------- | ------ | ------ |
| Blancos (NH)                              | 388,769  | 392,621  | 64.57% | 54.15% |
| Afroamericanos                            | 85,336   | 100,950  | 14.17% | 13.92% |
| Nativos                                   | 1,658    | 1,623    | 0.28%  | 0.22%  |
| Asiáticos                                 | 9,567    | 13,181   | 1.59%  | 1.82%  |
| Estadounidenses de las islas del Pacífico | 238      | 300      | 0.04%  | 0.04%  |
| Otra raza                                 | 1,083    | 3,684    | 0.18%  | 0.51%  |
| Multiracial                               | 8,912    | 24,992   | 1.48%  | 3.45%  |
| Hispanos o Latinos                        | 106,532  | 187,695  | 17.69% | 25.89% |
| Total                                     | 602,095  | 725,046  |        |        |

El 2010 había Blanco (no hispano) (75,2 % si se incluyen hispanos blancos): 64,6 %; Negro (no hispano) (14,8 % si se incluyen hispanos negros): 14,2 %; hispano o latino de cualquier raza: 17.7%; Asiático: 1,6%; Dos o más carreras: 2,4%; Indio americano y nativo de Alaska: 0,4 %; Nativo de Hawái y otras islas del Pacífico: 0,1 %. Otras razas: 5,5%
En 2010, los grupos de ascendencia más grandes fueron: 12,2 % alemán, 11,6 % estadounidense, 11,2 % inglés, 10,8 % irlandés, 7,6 % mexicano, 5,8 % puertorriqueño, 4,1 % italiano, 2,6 % francés, 2,1 % polaco, 2,0 % escocés.  irlandés, 1,8% escocés, 1,5% holandés y 1,2% cubano.
Según el censo de 2000, el condado cuenta con 483 924 habitantes, 187 233 hogares y 132 373 familias residentes. La densidad de población es de 100 hab/km² (258 hab/mi²). Hay 226 376 unidades habitacionales con una densidad promedio de 47 u.a./km² (121 u.a./mi²). La composición racial de la población del condado es 79,58% Blanca, 13,54% Afroamericana o Negra, 0,38% Nativa americana, 0,93% Asiática, 0,04% De las islas del Pacífico, 3,82% de Otros orígenes y 1,71% de dos o más razas. El 9,49% de la población es de origen hispano o Latino cualquiera sea su raza de origen.
De los 187 233 hogares, en el 29,00% de ellos viven menores de edad, 54,40% están formados por parejas casadas que viven juntas, 12,00% son llevados por una mujer sin esposo presente y 29,30% no son familias. El 24,10% de todos los hogares están formados por una sola persona y 11,10% de ellos incluyen a una persona de más de 65 años. El promedio de habitantes por hogar es de 2,52 y el tamaño promedio de las familias es de 2,96 personas.
El 24,40% de la población del condado tiene menos de 18 años, el 8,30% tiene entre 18 y 24 años, el 26,40% tiene entre 25 y 44 años, el 22,50% tiene entre 45 y 64 años y el 18,30% tiene más de 65 años de edad. La Edad Media es de 39 años. Por cada 100 mujeres hay 96,30 hombres y por cada 100 mujeres de más de 18 años hay 93,10 hombres.
La renta media de un hogar del condado es de $36 036, y la renta media de una familia es de $41 442. Los hombres ganan en promedio $31 396 contra $22 406 para las mujeres. La renta per cápita en el condado es de $18 302. 12,90% de la población y 9,40% de las familias tienen rentas por debajo del nivel de pobreza. De la población total bajo el nivel de pobreza, el 19,10% son menores de 18 y el 8,10% son mayores de 65 años.

## Localidades

### Municipalidades
- Ciudad de Auburndale
- Ciudad de Bartow
- Ciudad de Davenport
- Pueblo de Dundee
- Ciudad de Eagle Lake
- Ciudad de Fort Meade
- Ciudad de Frostproof
- Ciudad de Haines City
- Poblado de Highland Park
- Pueblo de Hillcrest Heights
- Ciudad de Lake Alfred
- Pueblo de Lake Hamilton
- Ciudad de Lakeland
- Ciudad de Lake Wales
- Ciudad de Mulberry
- Pueblo de Polk City
- Ciudad de Winter Haven

### No incorporadas
- Babson Park
- Brewster
- Combee Settlement
- Crooked Lake Park
- Crystal Lake
- Cypress Gardens
- Fussels Corner
- Gibsonia
- Highland City
- Inwood
- Jan Phyl Village
- Kathleen
- Lakeland Highlands
- Loughman
- Medulla
- Poinciana
- Wahneta
- Waverly
- Willow Oak
- Winston